# じょうてつバスカード
じょうてつバスカードは、かつてじょうてつの路線バスで利用された乗車カードである。

## 概要
1997年（平成9年）4月1日より札幌市交通局が発行する共通ウィズユーカードを導入するにあたり、自社で発行し、自社路線のみで利用できるカードを併せて導入したものである。
札幌圏の乗車カードは、地下鉄・市電・札幌市域内に限った各バス路線で利用できる共通ウィズユーカード以外に、各社のバスカードも発行されている。しかし、他のバス2社のカード（中央バスカード、ジェイ・アールバスカード）が利用可能路線などの面で共通ウィズユーカードとの差別化がされている一方で、当カードは利用可能路線や販売額、プレミアムの額が共通ウィズユーカードと同じであるため、利点が乏しい問題を抱えている。
2008年（平成20年）度より、じょうてつと一部委託販売所との共同企画として、割引販売を期間限定で行っている。この期間は徐々に延長されて販売所も拡大されている。さらに2014年4月1日以降は消費税率改定に伴う運賃改定が消費税の引き上げ率を上回ることの代替として、発売所を問わず、これまでの割引販売よりもさらに値下げして販売される。
なおじょうてつは2015年4月1日、当カードの販売を同年6月30日をもって終了、利用に関しては2016年3月31日をもって終了し、その翌日の4月1日からの5年間の間にて払い戻しを受け付けると発表した。

## 販売額・利用可能額
- 利用可能額1,100円：発売額1,000円（2014年4月1日以降は910円）
- 利用可能額3,300円：発売額3,000円（2014年4月1日以降は2,730円）
- 利用可能額5,500円：発売額5,000円（2014年4月1日以降は4,550円）
- 利用可能額11,500円：発売額10,000円（2014年4月1日以降は9,110円）

## 利用できない路線
- 札幌国際スキー場線（冬期運行）
- 快適湯ったりライナー（定山渓・新千歳空港線）
- 期間限定バス・臨時バスの一部

## 利用方法
- 川沿営業所担当路線
  - 乗車時と降車時にカードリーダーに通す。
  - 乗車時に整理券情報が記録されるため、整理券は不要。
- 藻岩営業所担当路線（旧札幌市営バスに準じた取扱となる）
  - 整理券が発行されない場合は、降車時にカードリーダーに通す。
  - 整理券が発行される場合は整理券を取る。降車時に整理券を運賃箱に投入し、カードリーダーの整理券ボタンを整理券番号と同じ回数を押してカード通す。

裏面に乗降履歴が印字される。